# Bette Davis Eyes
«Bette Davis Eyes» («Глаза, как у Бетти Дэвис») — песня, написанная Донной Вайс и американской певицей Джеки Дешаннон.
Джеки Дешаннон и была её оригинальным исполнителем. Она издала свою, первую этой песни версию в 1974 году в альбоме New Arrangement.
Знаменитой же песня стала в исполнении американской певицы Ким Карнс. Её версия была издана как сингл в 1981 году, имела современное синтезаторное звучание. В версии Ким Карнс песня поднялась на 1 место «Горячей сотни» американского журнала «Билборд». В общей сложности она провела на 1 месте 9 недель. Также она возглавила итоговый хит-парад «Билборда» за 1981 год, то есть стала самой популярной песней того года. На проведённой весной следующего, 1982 года церемонии присуждения премий «Грэмми» песня победила сразу в двух самых престижных песенных номинациях: «Запись года» и «Песня года».

## История
Первым исполнителем, записавшим эту песню, была её автор, американская певица Джеки Дешаннон, которая включила её в свой альбом 1974 года New Arrangement.
В оригинальной версии Джеки Дешаннон песня аранжирована в стиле «лёгкого R&B», включает заметную аптемповую фортепианную партию, а также щедро раскрашена слайд-гитарой и духовыми.

### Версия Ким Карнс
В 1981 году свою версию выпустила как сингл американская певица Ким Карнс.
Как рассказывает продюсер Вал Гарей, демоверсия этой песни в исполнении Ким Карнс звучала, как что-то из Леона Рассела, и включала фортепьянную партию в жанре польки как будто из тех заведений, где подают бочковое пиво. Тот самый знаменитый гитарный рифф, определивший звучание будущей версии Ким Карнс, был придуман клавишником Биллом Куомо. Синтезатор, который он использовал — Sequential Circuits Prophet-5. Окончательная версия была записана Ким Карнс и музыкантами в студии с первого дубля.

## Список композиций
| - 7-й сингл 1. «Bette Davis Eyes» — 3:45 2. «Miss You Tonite» — 5:11 | - 12-й макси-сингл (США) 1. «Bette Davis Eyes» — 3:45 2. «Miss You Tonite» — 5:11 |

## Чарты и сертификация
| Год  | Чарт                               | Лучшая позиция |
| ---- | ---------------------------------- | -------------- |
| 1981 | Australia (Kent Music Report)      | 1              |
| 1981 | Австрия (Ö3 Austria Top 40)        | 2              |
| 1981 | Бельгия/Фландрия (Ultratop 50)     | 5              |
| 1981 | Канада (RPM Adult Contemporary)    | 1              |
| 1981 | Канада (RPM Top Singles)           | 2              |
| 1981 | France (IFOP)                      | 1              |
| 1981 | Германия (GfK)                     | 1              |
| 1981 | Ирландия (IRMA)                    | 5              |
| 1981 | Italy (FIMI)                       | 1              |
| 1981 | Нидерланды (Dutch Top 40)          | 16             |
| 1981 | Нидерланды (Single Top 100)        | 17             |
| 1981 | Новая Зеландия (Recorded Music NZ) | 2              |
| 1981 | Норвегия (VG-lista)                | 1              |
| 1981 | South Africa (Springbok Radio)     | 1              |
| 1981 | Spain (AFE)                        | 1              |
| 1981 | Швеция (Sverigetopplistan)         | 4              |
| 1981 | Швейцария (Schweizer Hitparade)    | 1              |
| 1981 | Великобритания (OCC UK Singles)    | 10             |
| 1981 | США (Billboard Adult Contemporary) | 15             |
| 1981 | США (Billboard Hot 100)            | 1              |
| 1981 | US Cash Box Top 100                | 1              |
| 1981 | US Dance Club Songs (Billboard)    | 26             |
| 1981 | США (Billboard Mainstream Rock)    | 5              |
| 1981 | US Record World                    | 1              |
| 1997 | Ирландия (IRMA)                    | 21             |
| 2002 | Австрия (Ö3 Austria Top 40)        | 67             |
| 2007 | Дания (Tracklisten)                | 14             |
| 2013 | Slovenia (SloTop50)                | 45             |

| Чарт (1981)                       | Позиция |
| --------------------------------- | ------- |
| Australia (Kent Music Report)     | 6       |
| Austria (Ö3 Austria Top 40)       | 16      |
| Belgium (Ultratop 50 Flanders)    | 37      |
| Canada Top Singles (RPM)          | 2       |
| France (IFOP)                     | 4       |
| Italy (FIMI)                      | 5       |
| South Africa (Springbok Radio)    | 2       |
| Switzerland (Schweizer Hitparade) | 2       |
| US Billboard Hot 100              | 1       |
| US Cash Box                       | 2       |

| Чарт                 | Позиция |
| -------------------- | ------- |
| US Billboard Hot 100 | 17      |

| Регион | Сертификация | Продажи    |
| --- | ------------ | ---------- |
| Канада (Music Canada) | Платиновый   | 100,000^   |
| Франция (SNEP) | Платиновый   | 1 190 000  |
| Италия (FIMI) | Золотой      | 15 000     |
| Великобритания (BPI) · 2004 release                                                                                      | Платиновый   | 600 000    |
| США (RIAA) | Золотой      | 1 000 000^ |
| * Данные о продажах приведены только на основе сертификации. ^ Данные о тиражах приведены только на основе сертификации. |              |            |